# Distretto di Derepazarı
Il distretto di Derepazarı (turco: Derepazarı ilçesi; greco: περιοχὴ ... periochḕ ...; armeno: ... շրջանի ... šrǰani) è un distretto della provincia di Rize, in Turchia.

## Vicegovernatori
Di seguito l'elenco dei vicegovernatori del distretto:
- Mehmet Şahin (1991-1993)
- Hüseyin Köksal (1994-1995)
- Ali Çalgan (1995-1998)
- Kemal Yıldız, come vice-kâymakam	(1998-1999)
- Şaban Şahin, come vice-kâymakam (1999)
- Erkan Kılıç, come vice-kâymakam (1999)
- Fahri Meral, come vice-kâymakam (1999-2000)
- Aytekin Yılmaz, come vice-kâymakam (2000)
- Şaban Şahin, come vice-kâymakam (2000-2001)
- Ali Çelik, come vice-kâymakam (2001)
- Şaban Şahin, come vice-kâymakam (2001)
- Adem Ünal, come vice-kâymakam (2001-2002)
- Hamdi Üncü, come vice-kâymakam (2002)
- Adem Ünal, come vice-kâymakam(2002)
- Halil İbrahim Bakır, come vice-kâymakam (2002)
- Adem Ünal, come vice-kâymakam (2002-2003)
- İbrahim Taşyapan, come vice-kâymakam (2003)
- Adem Ünal, come vice-kâymakam(2003)
- Cemalettin Yılmaz, come vice-kâymakam (2003)
- Adem Ünal, come vice-kâymakam (2003)
- Halil İbrahim Bakır, come vice-kâymakam (2003)
- Ali Fuat Atik (2003)
- Adem Ünal, come vice-kâymakam (2003-2004)
- Osman Varol (2004-2005)
- Adem Ünal, come vice-kâymakam (2005)
- Recai Karal, come vice-kâymakam (2005-2006)
- Murat Demirci (2006-2007)
- Yusuf Selçuk, come vice-kâymakam (2007-2008)
- Ali İkram Tuna (2008-2011)
- Tunahan Çil (2011-...)